# Charles Bennett Smith
Charles Bennett Smith, född 14 september 1870 i Sardinia, New York, död 21 maj 1939 i Wilmington, New York, var en amerikansk politiker (demokrat). Han var ledamot av USA:s representanthus 1911–1919.
Smith ligger begravd på Mount Olivet Cemetery i Erie County.